# Brian B. Shefton
Brian Benjamin Shefton (* 11. August 1919 in Köln; † 25. Januar 2012) war ein britischer Klassischer Archäologe deutscher Herkunft. 

## Leben
Shefton wurde unter dem Namen Bruno Benjamin Scheftelowitz als jüngster Sohn des Kölner Rabbiners (bis 1926) und Honorarprofessors für Orientalische, Indische und Iranische Philologie Isidor Scheftelowitz geboren. Er besuchte das Apostelgymnasium in Köln bis zum Sommer 1933, als er als Jude mit seinen Eltern aus Deutschland nach Großbritannien auswandern musste, da man seinem Vater die Lehrerlaubnis entzogen hatte.
Seit 1938 studierte er Altertumswissenschaften am Oriel College in Oxford, unterbrochen vom Kriegsdienst auf britischer Seite von 1940 bis 1945. In Oxford wurde er geprägt von John D. Beazley und Paul Jacobsthal. 1947 bis 1950 verbrachte an der British School at Athens und nahm 1949 an der britisch-türkischen Ausgrabung von Alt-Smyrna teil. 1950 wurde er Lecturer am University College of the South West in Exeter. Seit 1955 lehrte Shefton Griechische Archäologie am Department of Classics an der University of Newcastle upon Tyne, zunächst als Lecturer, seit 1960 als Senior Lecturer, seit 1974 als Personal Reader, seit 1979 mit einem eigenen Lehrstuhl. 1984 wurde er emeritiert. Hier gründete er auch eine Antikensammlung, die nach ihm Shefton Museum for Greek Art and Archaeology benannt wurde.
1985 wurde er zum Fellow der British Academy gewählt, die ihm auch 1999 die Kenyon Medal for Classical Studies verlieh. 1989 erhielt er die Ehrendoktorwürde der Universität zu Köln.